# 45-мм полуавтоматическая универсальная пушка 80-К
Спроектирована в КБ завода № 8 им. Калинина под руководством М. Н. Логинова, проект закончен 29 октября 1940 г., опытный образец изготовлен в апреле 1941 г., испытания прошли с 6 по 13 мая 1941 г. (первый этап) и с 27 по 31 мая 1941 г. (второй этап). Предназначалась для стрельбы по воздушным, морским и наземным целям. Предполагалась её установка на подводные лодки и мобилизованные с началом войны суда торгового флота, однако из-за особого характера, который с самого начала приобрела Великая Отечественная война, этого не произошло.